# Ali Dervix Jalayir
Ali Dervix Jalayir (+ 1375) fou un emir i líder del tuman dels Jalayirs, fill i successor de Bayazid Jalayir.
Era germà d'una de les dones d'Amir Husayn, circumstància que també es donava amb Farhad Bahadur Apardi, i junts, comptant amb la princesa Sudu, una parenta, van planejar destruir a Husayn i la seva amistat amb Tamerlà (1365). El complot fou ideat per Urda Khatun, una princesa de l'harem de l'ex kan txagatai Tarmaixirin Khan, la filla de la qual era la mare d'Ali Dervix i esposa en segones noces de Husayn (després que va morir Bayazid Jalayir). Tots tenien una relació mes o menys propera amb Husayn i hi tenien accés. Van escriure a Husayn alertant d'uns conspiració de Tamerlà. Husayn va mostrar la carta al kan Khabul Xah i van enviar delegats a Tamerlà per esbrinar que hi havia de veritat, i van suggerir de reunir-se entre els acusats i acusadors per descobrir la realitat. Quan els delators van intuir que el seu complot s'anava a descobrir, avergonyits, van fugir cap a Khujand. Bahram Jalayir fou enviat a Khujand per Tamerlà (1365) per assegurar la fidelitat de l'Horda de Jalayir i per efectuar altres tasques (en concret agafar a l'amir Musa Taychi'ut i al seu propi cosí Ali Dervix Jalayr); anava acompanyat de dos fidels de Tamerlà, els amirs Jaku Barles i Abas Bahadur. Bahram va saquejar les terres del fugit Musa Taychi’ut i les del seu cosí Ali Dervix (i va matar alguns de la seva gent); va aconseguir fer fugir tant a Amir Musa Taychi’ut com a Ali Dervix Jalayr i a aquest el va desposseir del comandament de la tribu Jalayir que va agafar ell mateix, però desconfiant de que la guerra entre Husayn i Tamerlà fos duradora, es va quedar a la frontera del Mogolistan sense retornar (1366).
Vers el 1367 Ali Jalayir es va sotmetre a Tamerlà. El 1370, després de la victòria de Tamerlà a Balkh, va regalar algunes de les esposes del derrotat (i mort) Amir Husayn, als seus amirs. Entre aquestes dones hi havia Sevinj Qutlug Agha, germana del ex kan Tarmaixirin i esposa anterior (en primeres noces) de Bayazid Jalayir i mare d'Ali Dervix Jalayir, que fou entregada a Bahram Jalayir, ara cap dels Jalayir, tot i que era un aliat incert i segurament seguia a la frontera del Mogolistan. El 1375 Ali Dervix i el seu germà Muhammad Dervix Jalayir, foren executats per ordre de Tamerlà, acusats de participar en la conspiració de Muhammad Buyan Sulduz